# Basic Instinct 2
Basic Instinct 2 (cunoscut și sub denumirea Basic Instinct 2: Risk Addiction) este un thriller erotic american din 2006 și continuarea filmului Basic Instinct din 1992. Filmul a fost regizat de Michael Caton-Jones și produs de Mario Kassar, Joel B. Michaels și Andrew G. Vajna . Scenariul a fost de Leora Barish și Henry Bean . În rolurile principale Sharon Stone, care o joacă pe Catherine Tramell din original, și David Morrissey. Filmul este o coproducție internațională a Germaniei, Regatului Unit, Statelor Unite și Spaniei.
Filmul urmărește pe romanciera și suspectata criminală în serie, Catherine Tramell, care este din nou în dificultate cu autoritățile. Scotland Yard îl numește pe psihiatrul Dr. Michael Glass pentru a o evalua după. Ca și în cazul detectivului Nick Curran din primul film, Glass devine o victimă a jocurilor seducătoare ale lui Tramell.

## Legături externe
- Basic Instinct 2 la Internet Movie Database
- Basic Instinct 2 la Box Office Mojo
- Basic Instinct 2 la Rotten Tomatoes
- Basic Instinct 2 la Metacritic
- Basic Instinct 2 production notes